# Eria sicaria
Eria sicaria  (лат.) — вид однодольных растений рода Eria семейства Орхидные (Orchidaceae). Впервые описан британским ботаником Джоном Линдли в 1859 году.

## Распространение, описание
Эндемик Мьянмы. Типовой экземпляр собран на островах Мьей (административная область Танинтайи). Растёт во влажных тропических лесах.
Эпифитное растение. Псевдобульбы длиной около 3—5 см; корневище утолщённое. Листья длиной около 10—12 см. Цветки около 2 см в диаметре, белые с лиловыми пятнами на губе.

## Синонимы
Синонимичное название — Pinalia sicaria (Lindl.) Kuntze.